# Mark Snow
Mark Snow (* 26. August 1946 in Brooklyn, New York City, NY; † 4. Juli 2025 in Connecticut; eigentlich Martin Fulterman) war ein US-amerikanischer Komponist für Filmmusik und Fernsehserien. Bekannt wurde er insbesondere durch seine Musik für die Fernsehserie Akte X – Die unheimlichen Fälle des FBI.

## Leben und Karriere
Sein Vater, Harry Fulterman, war hauptberuflich Schlagzeuger. Seine Mutter, Leah, war Kindergärtnerin und spielte Klavier. Snows musikalisches Talent wurde schon früh mit Klavier-, Schlagzeug- und Oboenunterricht gefördert. Er studierte vier Jahre an der High School of Music & Art in New York City, dort freundete er sich mit Michael Kamen an. Nach dem Abschluss besuchten sie die Elite-Musikhochschule Juilliard. Danach gründeten sie im Jahr 1968 mit Brian Corrigan (Gesang, Gitarre), Clifton Nivison (Gitarre) und Dorian Rudnytsky (Cello, Bassgitarre) die Band New York Rock & Roll Ensemble, welche von 1968 bis 1970 drei Studioalben für Atlantic Records aufnahm, in denen klassische Musik mit Rockmusik verbunden wurde.
Fünf Jahre später trennte sich Snow von der Band. Sein Interesse an Filmmusik wurde durch Jerry Goldsmiths Score zu Planet der Affen geweckt. Daraufhin zog er 1974 mit seiner Frau Glynn nach Los Angeles. Vom Komponisten Sean Callery wurde er auf dem elektronischen Musikinstrument Synclavier unterrichtet. Snow war vor allem für seine Musik für die Fernsehserie Akte X – Die unheimlichen Fälle des FBI, dessen Ableger Millennium – Fürchte deinen Nächsten wie Dich selbst und Ghost Whisperer – Stimmen aus dem Jenseits bekannt.
Ab 1967 war er mit Glynn Daly verheiratet. Sie ist eine Tochter des Schauspielers James Daly und die Schwester der Schauspieler Timothy und Tyne Daly. Glynn und Mark Snow haben drei Töchter – Sarah, Megan und Nora.
Snow wurde zwischen 1984 und 2009 für siebzehn Emmys und 1992 für einen Gemini Award nominiert. Im Jahr 1991 war er für The Lost Capone gemeinsam mit seiner Frau, die die Texte schrieb, für einen Emmy nominiert. Er gewann zwischen 1986 und 2007 über zwanzigmal den ASCAP-Award ASCAP. Er wurde 2007 für seinen Score zum Film Herzen (Cœurs) in der Kategorie Beste Filmmusik mit dem französischen César nominiert.
Als Komponist war Snow an mehr als 250 Film- und Fernsehproduktionen beteiligt.

## Filmografie (Auswahl)
- 1975–1976: The Rookies (Fernsehserie, 5 Episoden)
- 1978–1980: Eine amerikanische Familie (Family, Fernsehserie, 4 Episoden)
- 1976: The Boy in the Plastic Bubble
- 1978–1982: Love Boat (Fernsehserie, 3 Episoden)
- 1977–1979: Starsky & Hutch (Starsky and Hutch, Fernsehserie, 11 Episoden)
- 1979–1984: Hart aber herzlich (Hart to Hart, Fernsehserie, 91 Episoden)
- 1980: Der Aufseher von Angel City (Angel City)
- 1981: Der Denver-Clan (Fernsehserie, 4 Episoden)
- 1981: Satisfaction (High Risk)
- 1981–1984: Cagney & Lacey (Fernsehserie, 5 Episoden)
- 1986–1988: Falcon Crest (Fernsehserie, 40 Episoden)
- 1982: T.J. Hooker (Fernsehserie, 5 Episoden)
- 1983: Auf und davon (Packin’ It In)
- 1984: Karussell der Puppen (Paper Dolls)
- 1984: Das Mädchen des Monats (I Married a Centerfold)
- 1984: Die Fälle des Harry Fox (Crazy Like a Fox)
- 1985: Nicht meine Tochter bzw. Nicht unsere Tochter (Not My Kid)
- 1985: Im Angesicht der Wahrheit (The Lady from Yesterday)
- 1986: New York Police Plaza (One Police Plaza)
- 1986: Hing, das Mädchen aus Kambodscha (The Girl Who Spelled Freedom)
- 1986: Blut und Orchideen (Blood & Orchids)
- 1986: Restrisiko (Acceptable Risks)
- 1986: Schlagzeile – Rufmord (News at Eleven)
- 1986: Entscheidung am Long Hill (Louis L’Amour’s Down the Long Hills)
- 1987: Wie gefunden, so verschwunden (Pals)
- 1987: Weihnachten mit einem Tramp (A Hobo’s Christmas)
- 1987: Ein Zuhause für Joey (The Father Clements Story)
- 1988: Im Dschungel der Großstadt (Alone in the Neon Jungle)
- 1988: Stürme des Herzens (Bluegrass)
- 1988: Dance Party (The In Crowd)
- 1988: Skandal in einer kleinen Stadt (Scandal in a Small Town)
- 1988: Ernst rettet Weihnachten (Ernest Saves Christmas)
- 1988: Inferno auf Rampe 7 (Disaster at Silo 7)
- 1989: Verlaß mich nicht, Daddy (Those She Left Behind)
- 1989: Lebendig verschüttet – Rettet mein Baby! (Everybody’s Baby: The Rescue of Jessica McClure)
- 1989: Viel Kohle im Koffer (Stuck with Each Other)
- 1989: Kalte Rache (Settle the Score)
- 1990: Katastrophenflug 243 (Miracle Landing)
- 1990: Spuren der Vergangenheit (The Girl Who Came Between Them)
- 1990: Drei Frauen für Archie (Archie: To Riverdale and Back Again)
- 1990: Nasses Grab (Dead Reckoning)
- 1990: Harry und Davy (The Little Kidnappers)
- 1990: Die Brüder Capone / Bruderkrieg (The Lost Capone)
- 1990: Gegensätze ziehen sich an (Opposites Attract)
- 1990: Feuer an Bord von Flug 1501 (Crash: The Mystery of Flight 1501)
- 1990: Tödlicher Schnee (In the Line of Duty: A Cop for the Killing)
- 1991: Entstellt – Die Geschichte der Marla Hanson (The Marla Hanson Story)
- 1991: Alptraum (Aftermath: A Test of Love)
- 1991: Mord in der Dämmerung (In the Line of Duty: Manhunt in the Dakotas)
- 1991: Ärztin unter Verdacht (The Rape of Doctor Willis)
- 1991: Der Fall Marie Hilley (Wife, Mother, Murderer)
- 1991: Die Rache der Mafia (Dead and Alive: The Race for Gus Farace)
- 1992: Dolly Dearest – Die Brut des Satans (Dolly Dearest)
- 1992: Bis daß ein Mord uns scheidet (A Woman Scorned: The Betty Broderick Story)
- 1992: Eiskalter Herzensbrecher (Highway Heartbreaker)
- 1992: Killer im Kreißsaal (Deliver Them from Evil: The Taking of Alta View)
- 1992: Bandenkrieg (In the Line of Duty: Street War)
- 1992: Eine mörderische Freundschaft (A Taste for Killing)
- 1992: Geisel der Leidenschaft (The Danger of Love: The Carolyn Warmus Story)
- 1993: Verhängnisvolles Spiel (Telling Secrets)
- 1993: Bin ich eine Mörderin? (The Disappearance of Nora)
- 1993: Blind Love bzw. Drei Frauen sind zwei zuviel (The Man with Three Wives)
- 1993: Auf den Straßen von L.A (Father & Son: Dangerous Relations)
- 1993: Leben am seidenen Faden (Born Too Soon)
- 1993: Die Fanatiker von Waco (In the Line of Duty: Ambush in Waco)
- 1993–2018: Akte X – Die unheimlichen Fälle des FBI (The X-Files)
- 1993: Kaltblütig geopfert (Precious Victims)
- 1993: Scherben des Glücks (Scattered Dreams)
- 1994: Mord unter Freunden (Murder Between Friends)
- 1994: Der Preis der Rache (In the Line of Duty: The Price of Vengeance)
- 1994: Hinrichtung live – Die Bestie muß sterben! (Witness to the Execution)
- 1994: Wird Annie leben? (A Place for Annie)
- 1994: Die Babyhändler – Tränen einer Mutter (Moment of Truth: Cradle of Conspiracy)
- 1994: Ein Herz für mein Baby (Heart of a Child)
- 1994: Death Date – Eine tödliche Verabredung (Playmaker)
- 1994: Eine Frau für meinen Mann (The Substitute Wife)
- 1994: Sündige Vergangenheit (Shadows of Desire)
- 1995: Tod nach Schulschluß – Eine Lehrerin unter Anklage (Trial by Fire)
- 1995: Im Fadenkreuz – Konvoi des Schreckens (In the Line of Duty: Hunt for Justice)
- 1995: Dead Badge – Im Fadenkreuz der Killer-Cops (Dead Badge)
- 1995: Der Mörder in ihrem Bett (Texas Justice)
- 1995: Die Rache der Gejagten (Children of the Dust)
- 1995: Unheimlicher Besucher (A Stranger in Town)
- 1995: Ein Gorilla zum Verlieben (Born to Be Wild)
- 1995: Eine Unmoralische Verführung (Seduced and Betrayed)
- 1995–1996: Nowhere Man – Ohne Identität! (Nowhere Man, Fernsehserie)
- 1995: In Liebe gefangen (The Unspoken Truth)
- 1995: Danielle Steel – Gesegnete Umstände (Mixed Blessings)
- 1996: Im Würgegriff der Yakuza-Killer (Conundrum)
- 1996: Akte X: Die ungeöffnete Akte (The X-Files: The Unopened File)
- 1996: Einsatz in der Flammenhölle (Smoke Jumpers)
- 1996: Alf – Der Film (Project: ALF, Fernsehfilm)
- 1996: Sündiges Geheimnis – Ich liebe den Freund meiner Mutter (Sweet Temptation)
- 1996: Zur Lüge gezwungen (Forgotten Sins)
- 1996: Sommer der Angst (Summer of Fear)
- 1996: Noch mehr Geheimnisse der Akte X (Secrets of the X Files, Part 2)
- 1996: Ende der Unschuld (A Loss of Innocence)
- 1996–1999: Millennium – Fürchte deinen Nächsten wie Dich selbst (Millennium, Fernsehserie)
- 1996: Nikita (La Femme Nikita, Fernsehserie)
- 1997: Von Polizisten terrorisiert (Payback)
- 1997: Schwiegermutter – Du zerstörst meine Familie (The Perfect Mother)
- 1997: Night Sins – Der Mörder ist unter uns (Night Sins)
- 1997: 20.000 Meilen unter dem Meer (20,000 Leagues Under the Sea) (Fernsehfilm)
- 1997: Der falsche Weg zum Glück (The Price of Heaven)
- 1997: Geklont – Babys um jeden Preis (Cloned)
- 1998: Abraham Lincoln – Die Ermordung des Präsidenten (The Day Lincoln Was Shot)
- 1998: Akte X intern (Inside the X Files)
- 1998: Akte X – Der Film (The X-Files)
- 1998: Dich kriegen wir auch noch! (Disturbing Behavior)
- 1998: Hinter dem Horizont (What Dreams May Come)
- 1998: Mr. Murder – Er wird dich finden … (Mr. Murder)
- 1999: Der Feind in meinem Haus (Stranger in My House)
- 1999: Verrückt in Alabama (Crazy in Alabama)
- 1999–2000: Virtual Reality – Kampf ums Überleben (Harsh Realm, Fernsehserie)
- 2000: Mord im Namen des Volkes (In the Name of the People)
- 2000: Code Name – Phönix (Code Name Phoenix)
- 2000: Der Mann der Anderen (Another Woman’s Husband)
- 2000: Mord ist ihr Hobby – Eine zum Sterben schöne Geschichte
- 2000: Dirty Pictures
- 2000: Survivor – Die Überlebende (Sole Survivor)
- 2001: Die einsamen Schützen (The Lone Gunmen, Fernsehserie)
- 2001–2002: Special Unit 2 – Die Monsterjäger (Special Unit 2, Fernsehserie)
- 2001–2002: The Guardian – Retter mit Herz (The Guardian, Fernsehserie)
- 2001–2007: Smallville (Fernsehserie)
- 2002: Akte X: Die Wahrheit (The X-Files: The Truth)
- 2003: Twilight Zone (The Twilight Zone, Fernsehserie, 3 Episoden)
- 2003: Atomalarm in San Francisco (Critical Assembly)
- 2003: Sniper – Der Heckenschütze von Washington (D.C. Sniper: 23 Days of Fear)
- 2004: Syphon Filter: The Omega Strain
- 2004: Helter Skelter
- 2005–2010: Ghost Whisperer – Stimmen aus dem Jenseits (Ghost Whisperer, Fernsehserie)
- 2004–2006: One Tree Hill (Fernsehserie)
- 2006: Syphon Filter: Dark Mirror
- 2006: Herzen (Cœurs)
- 2008: Akte X – Jenseits der Wahrheit (The X-Files: I Want to Believe)
- 2009: Vorsicht Sehnsucht (Les herbes folles)
- seit 2011: Blue Bloods – Crime Scene New York (Blue Bloods, Fernsehserie)
- 2011–2012: Ringer (Fernsehserie)
- 2012: Ihr werdet euch noch wundern (Vous n’avez encore rien vu)
- 2014: Aimer, boire et chanter
- 2020: The New Mutants

## Auszeichnungen für Musikverkäufe
| Goldene Schallplatte - Frankreich - 1996: für die Single The X-Files |

Anmerkung: Auszeichnungen in Ländern aus den Charttabellen bzw. Chartboxen sind in ebendiesen zu finden.
| Land/RegionAuszeichnungen für Musikverkäufe (Land/Region, Auszeichnungen, Verkäufe, Quellen) | Silber  | Gold  | Platin | Verkäufe | Quellen         |
| -------------------------------------------------------------------------------------------- | ------- | ----- | ------ | -------- | --------------- |
| Frankreich (SNEP)                                                                            | —       | Gold1 | —      | 250.000  | snepmusique.com |
| Vereinigtes Königreich (BPI)                                                                 | Silber1 | —     | —      | 200.000  | bpi.co.uk       |
| Insgesamt                                                                                    | Silber1 | Gold1 | —      |          |                 |